# Dennis Moore
Pour les articles homonymes, voir Moore.
Dennis Moore  né le 26 janvier 1908 à Fort Worth (Texas), et mort le 1er mars 1964 à San Bernardino (Californie), est un acteur américain, spécialisé dans les westerns et les serials.

## Biographie
Dennis Moore a commencé à apparaître dans des courts métrages et longs métrages à petit budget dans les années 1930, sous le nom de Denny Meadows, puis il obtint une plus grande reconnaissance professionnelle lorsqu'il changea son nom pour celui de Dennis Moore. Son regard ténébreux et son attitude solennelle l'ont aidé à obtenir régulièrement toutes sortes de rôles, aussi bien de braves types que de sales types. Moore est devenu un visage familier dans les westerns, mais ne devint jamais une grande star. Il est également apparu à la télévision dans The Range Rider, avec Jock Mahoney et Dick Jones, dans la série de CBS Brave Eagle (1955) avec Keith Larsen, et dans l'épisode Panhandle en 1956 de la série Tales of the Texas Rangers, avec Willard Parker et Harry Lauter.
Il a interprété le rôle de M. Finley dans The Watch Gold et celui de Jeb dans A Juliette permanent, ainsi que dans Buckskin, un western mettant en vedette Tom Nolan, Sally Brophy et Mike Road. Il a également interprété en 1958 le rôle de Walker, dans l'épisode  Trois hommes recherchés, du western Frontier Doctor, mettant en vedette Rex Allen. À cette époque, il a également fait plusieurs apparitions dans le serial Mackenzie's Raiders.
Il a également été la guest star de la série Rescue 8, avec Jim Davis et Lang Jeffries, et dans US Marshal, avec John Bromfield, ainsi que dans Riverboat, avec Darren McGavin.
Moore a interprété des premiers ou seconds rôles dans de nombreuses séries, et se distingue  pour avoir tourné dans les tout derniers serials produits par Universal Pictures en 1946, et Columbia Pictures en 1956.

## Filmographie partielle
- 1935 : Le Cavalier de l'aube (The Dawn Rider) de Robert N. Bradbury : Rudd Gordon
- 1936 : La Chevauchée solitaire (The Lonely Trail) de Joseph Kane : Dick Terry
- 1940 : Rocky Mountain Rangers de George Sherman
- 1941 : Spooks Run Wild de Phil Rosen
- 1942 : Bombs Over Burma de Joseph H. Lewis
- 1944 : La Malédiction de la Momie (The Mummy's Curse) de Leslie Goodwins : Dr James Halsey
- 1944 : L'Imposteur (The Impostor) de Julien Duvivier : Maurice Lafarge, la victime
- 1944 : See Here, Private Hargrove de Wesley Ruggles
- 1944 : L'Esprit diabolique (Voodoo Man) de William Beaudine : Un policier
- 1952 : Les Indomptables : Le caissier
- 1958 : La Cible parfaite (The Fearmakers) de Jacques Tourneur : un médecin militaire